# Pecado de Amor (álbum)
Pecado de Amor é um álbum de estúdio do cantor Eduardo Costa, lançado em 22 de junho de 2012. O disco alcançou a décima posição no Brasil através da lista organizada pela Nielsen SoundScan e publicada pela Billboard.biz.

## Lista de faixas
| N.º | Título                                            | Duração |  |
| 1.  | "Vida Sem Alma"                                   |         |  |
| 2.  | "Se Não Vai, Eu Vou"                              |         |  |
| 3.  | "Dança Louca"                                     |         |  |
| 4.  | "Pecado de Amor"                                  |         |  |
| 5.  | "Na Rua"                                          |         |  |
| 6.  | "Começar de Novo"                                 |         |  |
| 7.  | "Anjo Protetor"                                   |         |  |
| 8.  | "Eu Perdi Você"                                   |         |  |
| 9.  | "Sem Ela ao Meu Lado"                             |         |  |
| 10. | "Presente de Aniversário" (Part. Alexandre Pires) |         |  |
| 11. | "Eu Quero Te Dizer Que Sim"                       |         |  |
| 12. | "Tô Caindo Fora"                                  |         |  |
| 13. | "Te Amo, Te Amo, Te Amo"                          |         |  |
| 14. | "O Mais Amado dos Homens"                         |         |  |
| 15. | "Aperte o Play"                                   |         |  |
| 16. | "Amor Além da Vida"                               |         |  |